# Belinder auktioner
Belinder auktioner var en svensk dramaserie från 2003, sänt i SVT1 13 oktober–17 november.

## Handling
Claes Wennerberg är chef för auktionsfirman Belinder Auktioner som han har tagit över från sin svärfar. Konkurrensen är hård och jakten på högsäljande föremål är hänsynslös. Efter att en tvivelaktig tavla kommer in och firman blir uppmärksammad i media hamnar Wennerberg i blåsväder.

## I rollerna (i urval)
- Reine Brynolfsson - Claes Wennerberg
- Harriet Andersson - Astrid Belinder
- Angela Kovacs - Katarina Belinder
- Mats Bergman - Erik Josefsson
- Mona Seilitz - Claire Atterberg
- Minna Treutiger - Cecilia Atterberg
- Emil Forselius - Ola Nilsson
- Andrea Edwards - Ebba Blad
- Isabel Reboia - Elin Belinder
- Omid Khansari - Hamir
- Jonas Uddenmyr - Arvid Ekwall
- Carl Kjellgren - Anders Jensen
- Sonja Hejdeman - Rut Molin
- Georgi Staykov - Ettore Casarini
- Eva Fritjofson - Eva Hedman
- Gaby Stenberg - Fru Olsen

## Om serien
DVD-utgåvan innehåller ett feltryck och heter Belinders auktioner.